# Asgrauwe keverslak
De asgrauwe keverslak (Lepidochitona cinerea) is een keverslak (klasse Polyplacophora) uit de familie Lepidochitonidae. De wetenschappelijke naam van de soort werd als Chiton cinereus in 1767 gepubliceerd door Carl Linnaeus.

## Kenmerken
De asgrauwe keverslak is grijsgroen tot bruinrood en soms gevlekt. In het midden komt vaak een lichtere band voor. De zoom heeft dezelfde kleuren.

## Levenscyclus
Bevruchting vindt plaats in het vrije water. Na een korte periode deel uitgemaakt te hebben van het plankton zakken de larven naar de bodem en ontwikkelen hun rugplaten.

## Leefgebied
De dieren leven op slikrijke plaatsen, vastgezogen aan hard substraat, zoals stenen en schelpen.

## Verspreidingsgebied
Deze soort komt voor van Noorwegen tot Gibraltar en de Middellandse Zee. In Nederland komt ze voor in het Waddengebied en de Zeeuwse stromen.